# リチャード・ゴット
リチャード・ゴット（John Richard Gott III 、1947年 - ）はアメリカ合衆国の理論宇宙物理学者。プリンストン大学教授。ケンタッキー州出身。長年、タイムマシンや宇宙の起源に関して物理学者の立場から考察を加えている。
宇宙ひもを利用したタイムトラベルの可能性を提示したことで有名。またコペルニクス原理に基づき、論理的に95%の確率で的中する事象の未来予測法を「ネイチャー」に発表し話題になった。

## 著作
- J・リチャード・ゴット『時間旅行者のための基礎知識』林一・訳、草思社、2003年8月。ISBN 4-7942-1233-X。